# Santa Maria della Fede (Nápoly)
A Santa Maria della Fede  egy nápolyi templom. A 17. században alapították a Complatearis rend szerzetesei. 1645-ben, miután átkerült az Ágoston-rendhez teljesen átalakították. Oltára (1741) a La Penta család címerét viseli. Értékesek az ereklyetartó 18. századi Agnese La Corcia festményei.